# Pedro Cordeiro
Pedro Cordeiro (Paris, século XV - ilha de São Miguel, Açores, Portugal)
Descendem de Pedro Cordeiro, que nasceu em Paris e passou nos fins do século XV ou princípios do século XVI à ilha de São Miguel (Vila Franca do Campo) onde constituiu família, que logo se ramificou nas restantes ilhas do arquipélago dos Açores.
Pedro Cordeiro, foi casado com F. .de quem teve os seguintes filhos:
1 - F. .... Cordeiro, que casou com Gonçalo Vaz Botelho.
2 - Beatriz Cordeiro, mulher de Fernão Camelo Pereira.
3 – Catarina Cordeiro, casada em Portugal continental com Vicente de Abreu.
4 - Maria Cordeiro, que casou duas vezes, a primeira com João Rodrigues de Sousa, feitor da fazenda real, na ilha de São Miguel, e a segunda com Jorge da Mota, Cavaleiro da Ordem de Avis.